# Hyporhamphus unifasciatus
Cá kìm thường (Danh pháp khoa học: Hyporhamphus unifasciatus) còn biết đến với các tên khác bằng tiếng Anh như Common halfbeak, Half Beaks, Scissors fish. Tiếng Pháp: Chandelle, Demi-bec blanc, Aiguille blanche là một loài cá trong họ Hemiramphidae thuộc bộ cá nhói. 

## Phân bố
Hyporhamphus unifasciatus phân bố rộng rãi tại những vùng cận nhiệt đới trong khoảng giữa 45 độ Bắc và 45 độ Nam. Cá gặp tại nhiều nơi trên thế giới kể cả Hoa Kỳ (trong vùng Vịnh Mexico), Vùng Trung Mỹ, Đông Nam Á và châu Phi. Cá có giá trị kinh tế tương đối giới hạn, được khai thác ở quy mô nhỏ tại Florida (Hoa Kỳ) cũng như ở Brazil. 

## Đặc điểm
Cá này có thân dài, trung bình khoảng 20 cm (tối đa 30 cm) một bên hơi hẹp lại, tiết diện của thân hầu như tròn, Thân có màu trắng-xanh lục nhạt, mỏ màu đen, có 3 sọc hẹp chạy dài theo thân màu sậm hơn. Bụng màu bạc nhạt Các vây màu trắng, vây đuôi có rìa màu đen. Đường bên chạy dọc dưới bụng.
Đầu dài, đỉnh trơn bóng. Hàm trên hình tam giác có phủ vẩy. Hàm trên ngắn chiều dài gần bằng chiều rộng của thân. Hàm dưới nhô dài ra, đỉnh hàm màu đỏ tía. Miệng có răng nhỏ và mịn. Mắt to, nằm gần mặt lưng. Vảy nhỏ và mỏng. Vây không có tia cứng: vây lưng có 14-16 tia và vây hậu môn có 14-16 tia, đối xứng với nhau và gần về phía đuôi. Vây đuôi chẻ làm hai thùy trên ngắn hơn thùy dưới.

## Tập tính
Cá thường tập trung thành đàn, sống nơi cửa sông, vùng nước lợ, trên bề mặt xuống đến độ sâu chừng 5m. Chúng thuộc loại ăn tạp, ăn các động vật nhỏ và các thực vật thủy sinh như rong, vi tảo. Trứng hình cầu cỡ 1,1-3,5 mm, có sợi tơ để bám vào những vật thể nổi, nở sau 1-2 tuần để thành ấu trùng dài 4–8 mm, mỏ chưa phát triển chỉ bắt đầu nhô ra khi cá đạt 3mm. Cá sống được khoảng 4 năm. 